# Küngold von Spiegelberg
Küngold von Spiegelberg (* um 1448; heimatberechtigt in Solothurn; † um 1530) war eine Adlige und Alleinerbin, der die Familie Roll von Emmenholz ihren Aufstieg verdankt.

## Leben
Küngold von Spiegelberg war die Tochter des Solothurner Junkers und Schultheissen Henmann von Spiegelberg und der Elisabeth von Bärenfels. Als der Vater 1451 starb, wurde sie mit ihrem Bruder Hartmann Mündel der Stadt Solothurn und sieben Jahre später, nach dem Tod des Bruders, Alleinerbin. Sie lebte bei Verwandten in Basel und verlobte sich mit Georg vom Stein, der den Solothurner Schultheissen Hartmann vom Stein zum Vater hatte. Die Verlobung wurde 1461 aufgelöst, jedoch eine Neuverlobung mit dem Ratsherrn Reinhart von Malrein angefochten. Daraufhin zogen die vom Stein von Solothurn nach Bern. Spannungen zwischen Solothurn und Bern entstanden, als Petermann von Erlach und Tschan Haller Küngold von Basel nach Lenzburg entführten. Der Entscheid eines von Papst Pius II. eingesetzten geistlichen Gerichts und das Abkommen von 1463 zwischen Bern und Solothurn machte im folgenden Jahr die Heirat Spiegelberg – Malrein möglich.
Die verwitwete von Spiegelberg heiratete nach kurzer erster Ehe 1467 den Berner Ratsherren Petermann von Wabern. Er war von 1471 bis 1477 in den ungeraden Jahren Schultheiss von Bern und starb 1491. Wiederum verwitwet, vermachte sie 1495 ihren Besitz mit der kleinen Twingherrschaft Emmenholz bei Zuchwil ihrem Ziehsohn Johann von Roll († 1528) und dessen Ehefrau Agatha von Blumenegg.

## Belege
1. 1 2  Erich Meyer: von Roll (Familie, SO). In: Historisches Lexikon der Schweiz.  5. Januar 2012, abgerufen am 30. Juli 2025.
2. 1 2  Silvan Freddi: Küngold von Spiegelberg. In: Historisches Lexikon der Schweiz.  8. Januar 2013, abgerufen am 30. Juli 2025.

| Personendaten    | Personendaten                                                                        |
| ---------------- | ------------------------------------------------------------------------------------ |
| NAME             | Spiegelberg, Küngold von                                                             |
| ALTERNATIVNAMEN  | Malrein, Küngold von (Ehename, erste Ehe); Wabern, Küngold von (Ehename, zweite Ehe) |
| KURZBESCHREIBUNG | eidgenössische Adlige                                                                |
| GEBURTSDATUM     | um 1448                                                                              |
| STERBEDATUM      | um 1530                                                                              |